# Bow Island
Bow Island is een plaats (town) in de Canadese provincie Alberta en telt 1790 inwoners (2006).